# パウロ・サントス
パウロ・ジョルジュ・ダ・シルヴァ・ドス・サントス（Paulo Jorge da Silva dos Santos, 1972年12月11日 - ）は、ポルトガル・リスボン県オディヴェラス出身の元同国代表のサッカー選手。ポジションはゴールキーパー。

## 経歴

### クラブ
サントスは、11歳の時にスポルティング・クルーベ・デ・ポルトゥガルの下部組織でキャリアを始めた。1993-94シーズンにSLベンフィカがリーグ優勝した年に在籍していたが、出場試合は最終節残り1分での出場のみ、また、これがスーペル・リーガでの初出場だった。その後に移籍したCFエストレーラ・アマドーラとFCアルヴェルカで正GKとして活躍したことによりFCポルトへ移籍することになった。ポルトでは、オクタヴィオ・マシャド監督とジョゼ・モウリーニョ監督の下でプレーするもヴィトール・バイーアやセルゲイ・オフチニコフの後塵を拝し8試合の出場にとどまった。
2005年、前年にローンで在籍したSCブラガへ完全移籍で加入。リーグ戦を4位でフィニッシュした2005-06シーズンは、ベンフィカの伝説的GKマヌエル・ベントが残した無失点記録にまであと40分と迫ったところで、同僚のアンドレス・マドリードのオウンゴールで595分ぶりに失点してしまった。また、それまでの失点はUEFAカップのレッドスター・ベオグラードにアウェーでゴールされ、2年連続で1回戦敗退が決定した試合のみだった。
2007-08シーズンは、怪我と契約の問題（2009年6月までの延長の動きがあったが）から12試合と減少し、シーズン終了後に放出された。2008-09シーズンの途中にサントスは、シーズン終了までの契約で3部のオディヴェラスFCで加入。7月に2部のGDエストリル・プライアと契約し、レギュラーとして2部残留に貢献した。
2010年7月、38歳になったサントスは、トルコへ去った正GKカルロス・フェルナンデスの後釜としてトップカテゴリーに属するリオ・アヴェFCへ加入した。

### 代表
2005年11月16日、ベルファストで行われ1-1と引き分けた北アイルランド戦でポルトガル代表初キャップを記録。負傷により辞退したブルーノ・ヴァーレの代役として2006 FIFAワールドカップのメンバー入りを果たした。

## 代表歴

### 出場大会
- ポルトガル代表
  - 2006 FIFAワールドカップ

### 試合数
- 国際Aマッチ 1試合 0得点（2005年）[6]

| ポルトガル代表 | 国際Aマッチ | 国際Aマッチ |
| 年             | 出場        | 得点        |
| -------------- | ----------- | ----------- |
| 2005           | 1           | 0           |
| 通算           | 1           | 0           |